# Lindökanalen

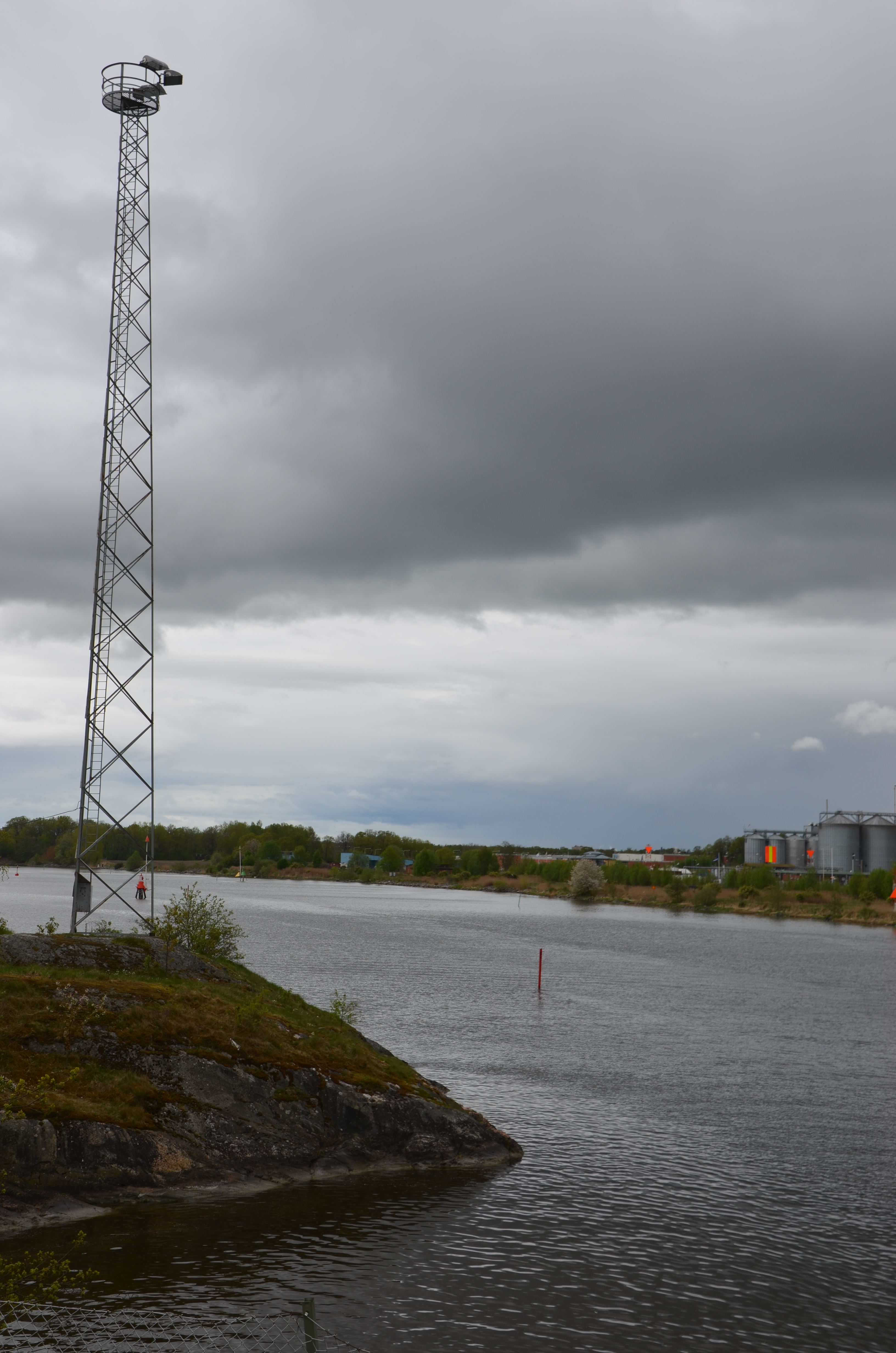
Lindkanalen från Pampusvägen på Lindö

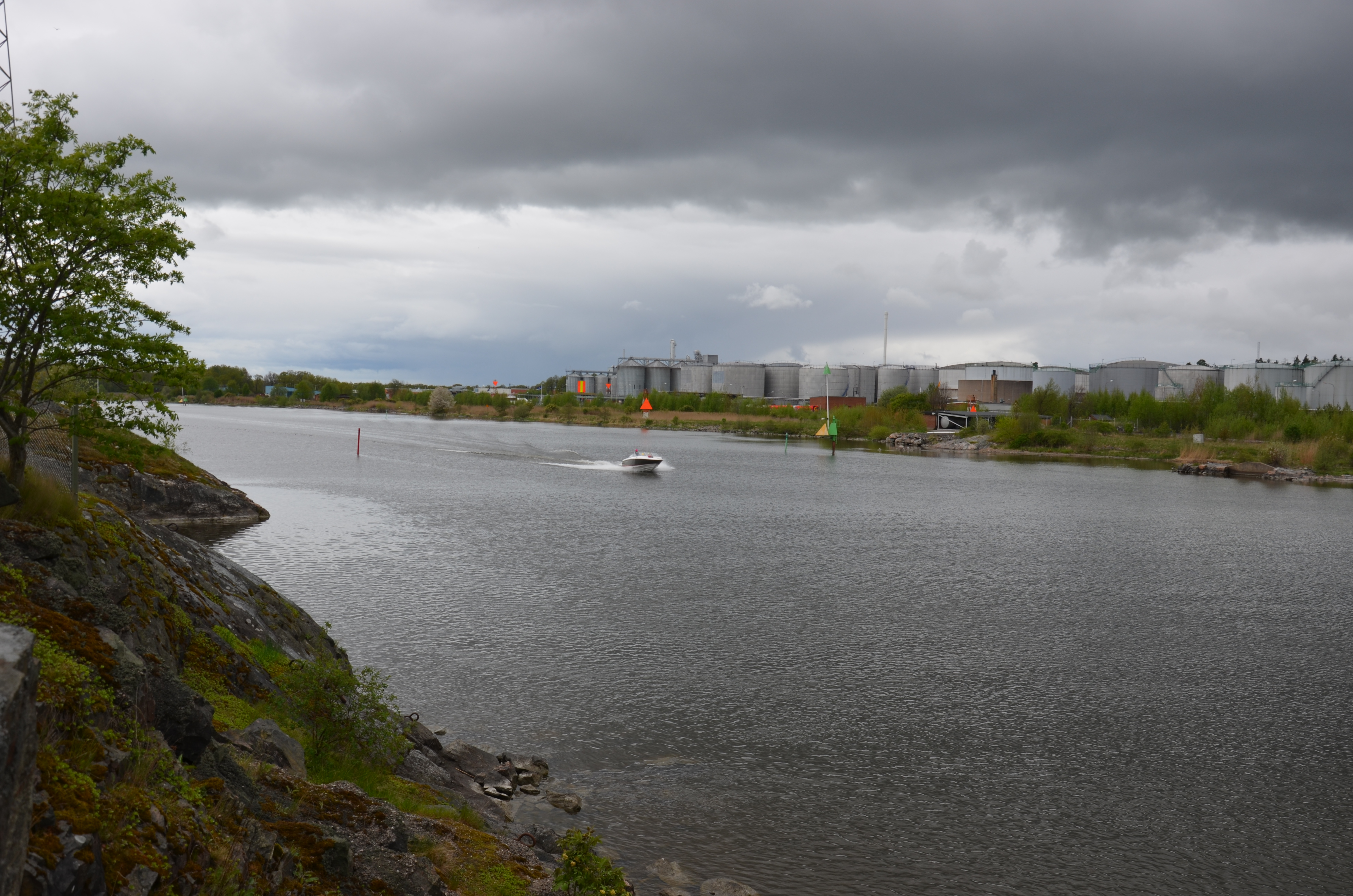
Lindökanalen västerut

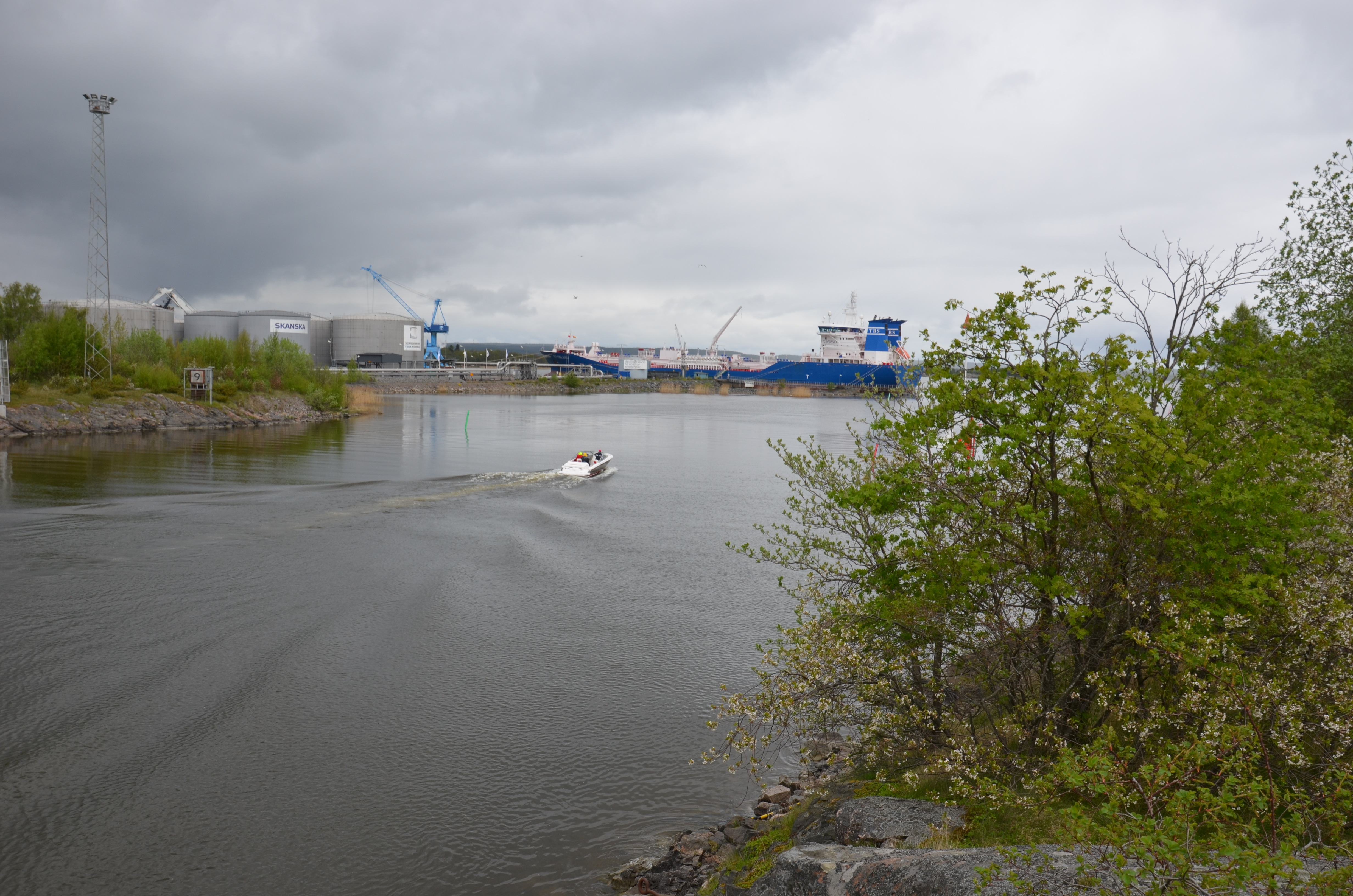
Lindökanalen mot mynningen och Pampushamnen på Händelö

Lindökanalen eller Lindö kanal är en kanal in till Norrköpings inre hamn, 6 km lång varav 3 km är en på land utgrävd del. Kanalen kortar infarten till hamnen med 5,5 km genom att fartygen inte behöver gå via Motala ström norr om Händelö, och möjliggör att den inre hamnen trafikeras med fartyg med upp till 9 m djupgående. Tidigare begränsades djupgåendet till 7 m.  
Kanalen som byggdes 1956-1962 har ett djup på 9,7 meter vid medelvattenstånd och en bottenbredd på mellan 55 och 60 meter. 

## Bakgrund
Redan under 1700-talet fanns ett förslag om en bättre och genare infart till hamnen genom en kanal genom den dåvarande Lindöhalvön. Planerna kom inte att förverkligas förrän Norrköpings stadsfullmäktige tog beslut i frågan 1948.

## Betydelse
Betydelsen av Lindökanalen har minskat efter att Pampushamnen byggdes på Händelö vid Lindökanalens mynning, vilken tillåter anlöp av fartyg med 11 m djupgående. 

## Miljöpåverkan
Cirka 90 % av Motala Ströms vatten går via Lindökanalen. Kanalen har förändrat sedimentationsförhållandena i den inre delen av Bråviken. Många av bostadshusen i Lindö som ligger i närheten av kanalen ådrog sig sättningar och grundsprickor i samband med sprängningarna, eftersom man använde sig av en helt ny och oprövad metod, (se nedan). 

## Anläggningsteknik
Vid bygget av kanalen utvecklades nya byggmetoder. Leran hade så låg hållfasthet att den ej kunde schaktas bort i markytan utan omfattande förstärkningar. För arbetets genomförande valde entreprenören sprängning utan avtäckning och därefter muddring av allt material i kanalsektionen. Detta sätt att utan avtäckning schakta mycket stora bergpartier kallades internt Lindömetoden av personalen. Arbetssättet innebar att man med topphammare drev ner ett foderrör utan ringborrkrona genom jordlagren ner till berg. Borrmetoden som användes fick också namnet Lindömetoden av Atlas Copco som marknadsförde den i lätt modifierat skick som OD-borrning, och används idag framförallt där krav på mycket skonsam borrning i jordlager finns.